# Филдсов медал
Фѝлдсова награда или Филдсов медал / Медал на Филдс (на английски: Fields Medal) е отличие, присъждано всеки 4 години от Международния математически съюз на математици до 40-годишна възраст за особени постижения в областта на математиката, съгласно завещанието на канадския математик Джон Филдс (1863 – 1932). Като президент на VII Международен математически конгрес в Торонто през 1924 г., Филдс предлага на всеки следващ конгрес двама математици на възраст до 40 години да бъдат награждавани със златен медал като признание за изключителните им заслуги. Връчването на наградата започва след смъртта на Филдс от 1936 г. Широко прието е мнението, че Абеловата награда и Филдсовият медал са заместители на Нобеловите награди, които нямат категория за математика, и най-значимите отличия, които някой математик може да получи. 
Наградата представлява златен медал и парична сума в размер на 15 000 канадски долара, която се разпределя между двама, трима или четирима учени.

## Описание
Медалът на Филдс тежи 169 g и е проектиран от канадско-американския скулптор Р. Тейт Макензи.  Медалът с диаметър 63,5 mm е изработен от злато 14 карата (583-та проба). На лицевата страна има профил на Архимед. До него вдясно е написано името му на гръцки език ΑΡXIMHΔΟΥΣ, а вляво е написана годината 1933 с римски цифри и съдържа грешка (MCNXXXIII вместо MCMXXXIII). Около него има надпис на латински: Transire suum pectus mundoque potiri („Да преодолееш човешките си ограничения и да завладееш Вселената“). 
На гърба на медала е надписът на латински: Congregati ex toto orbe mathematici ob scripta insignia tribuere („Математици, събрани от цял свят, връчиха [тази награда] за изключителна работа“). На заден план има изображение на гробницата на Архимед с резба, илюстрираща неговата теорема за сферата и цилиндъра, зад маслинова клонка. (Това е математическият резултат, с който Архимед се е гордял най-много: дадени са сфера и описан цилиндър с еднаква височина и диаметър, съотношението между техните обеми е равно на 2⁄3.) На страничната цилиндрична повърхност е изписано името на носителя на наградата. 

## Интересни факти
- За първи път медалът е връчен през 1936 година на финландеца Ларс Алфорс и американеца Джес Дъглас.
- Най-младият лауреат е французинът Жан-Пиер Сер, получил наградата на 27-годишна възраст през 1954 г. След 49 години той получава и Абелова награда.
- През 1966 г. Александър Гротендик не присъства на церемонията по награждаването в Москва в знак на протест срещу потискането на инакомислието от ръководството на КПСС ( процесът Синявски и Даниел).
- Заради ограниченията върху пътуванията зад граница, наложени от съветското правителство, лауреатите Сергей Новиков (1970) и Григорий Маргулис (1978) не успяват да стигнат съответно до Ница и Хелзинки, за да получат наградите си.
- Лауреати на наградата през 2006 година са 4-ма математици: Венделин Вернер, Андрей Окунков, Григорий Перелман, Теренс Тао. Перелман, който е отличен за доказателството на хипотезата на Поанкаре, отказва да присъства на церемонията и да получи наградата, но все пак тя му е присвоена.
- През 2014 г. медалът на иранката Мариам Мирзахани е първото отличие на жена, а на бразилеца Артур Авиля – първото за Латинска Америка. [8] Втората лауреатка е украинката Марина Вязовска през 2022 г. [9]

| САЩ                   | 14 |
| Франция               | 13 |
| Русия                 | 7  |
| Великобритания        | 7  |
| СССР                  | 3  |
| Япония                | 3  |
| Белгия                | 2  |
| Република Южна Африка | 1  |
| Финландия             | 1  |
| Италия                | 1  |
| Норвегия              | 1  |
| Нова Зеландия         | 1  |
| Швеция                | 1  |
| Германия              | 2  |
| Австралия             | 1  |
| Виетнам               | 1  |
| Израел                | 1  |

## Разлики от Нобеловата и Абеловата награди
Наградата Филдс съществено се различава от Нобеловата и Абеловата награди:
- Нобеловата и Абеловата награди се дават на доказани водещи учени в своята област, докато Филдсовият медал се връчва на математици в началото на кариерата им.
- Нобеловата и Абеловата награди се присъждат на лауреати на всяка възраст. Наградата Филдс се присъжда само на математици на възраст под 40 години (по-точно, математикът трябва да навърши 40 години не по-рано от 1 януари на годината, в която се присъжда наградата). Възрастовата граница е продиктувана от желанията на Филдс: „... в допълнение към честването на свършената работа, тя [наградата] трябва едновременно да служи като насърчение за по-нататъшни постижения за тези, които са получили наградата, и като стимул за нови усилия за останалите...“
- Нобеловата и Абеловата награди се дават ежегодно, а наградата на Филдс – на всеки четири години.
- Нобеловата и Абеловата награди се присъждат за конкретни научни резултати. Наградата на Филдс се присъжда за общ принос към математиката.
- Нобеловата награда за 2012 – 2021 г. е около 1 милион щатски долара. Абеловата награда през 2008 г. е около 1,2 милиона USD, а през 2023 г. – 721 846 USD. Наградата на Филдс е 15 000 канадски долара (около 11 071 USD).

По-близо до Нобеловата награда по всички критерии е Абеловата награда, учредена през 2002 г.
Жан-Пиер Сер е единственият учен, получил двете награди за математика: през 1954 г. става най-младият носител на наградата Филдс, а почти половин век след това (2003 г.) е първият лауреат на Абелова награда.